# Ole Højlund Pedersen
Ole Højlund Pedersen (nascido em 17 de fevereiro de 1943) é um ex-ciclista dinamarquês que representou o seu país nos Jogos Olímpicos de Verão de 1964 e de 1968, obtendo o melhor desempenho em 1968 ao terminar na honrosa quarta posição competindo no contrarrelógio por equipes (100 km).